# 十二夜 (民俗行事)
十二夜（じゅうにや）とは、12月25日から12日目、一連のクリスマス祝いの最終日にあたる1月6日の公現祭の夜のこと。日本の「松の内」に少し似ていて、クリスマス・リースも門松などと同じようにこの日まで飾られる。クリスマスの飾り付けは十二夜を過ぎて片付けてはいけないという言い伝えがある。クリスマスケーキもそもそもは十二夜に食べるものだったが、1870年代、十二夜の祝い事が常軌を逸するほど華美を極めるようになり、ヴィクトリア女王が禁じて、ケーキだけはクリスマスに食べるようになった。クリスマス期間はなぜ十二日なのかというと、「三人の王」が生まれたばかりのイエスを見つけるのにそれだけかかったとされているからという。また、昔はクリスマス期間が長かったが、祭日を少なくして農民を早く働かせるためだったという。